# لیفکوخندان
بهشت لیفکوخندان 
بهشت لیفکوخندان، روستایی از توابع بخش احمدسرگوراب شهرستان شفت در استان گیلان ایران است.

## جمعیت
این روستا در دهستان چوبر قرار دارد و براساس سرشماری مرکز آمار ایران در سال ۱۳۸۵، جمعیت آن ۳۰۴ نفر (۸۲خانوار) بوده‌است.